# Kineski kalendar
Kineski kalendar je lunisolarni kalendar koji se koristi u Kini, a s nekim modifikacijama, i još nekim zemljama Dalekog istoka. U današnjoj Kini se za većinu svakodnevnih aktivnosti koristi gregorijanski kalendar, ali se kineski još koristi za obilježavanje tradicionalnih kineskih praznika poput Kineske nove godine, Duan Wu festivala i Festivala sredine jeseni, kao i u astrologiji, za biranje povoljnog datuma za vjenčanje ili otvaranje neke zgrade. Pošto svaki kalendarski mjesec prati Mjesečev ciklus, iz njega je moguće odrediti Mjesečevu mjenu (npr. svaki 15. je pun Mesec).
U Kini je tradicionalni kalendar poznat kao "poljoprivredni kalendar" (pojednostavljeni kineski: 农历, pinyin: nónglì) a gregorijanski kao "obični" ili "opći" kalendar (公历, gōnglì). Kineski kalendar se još naziva i "Yin kalendar" (阴历, yīnlì) zbog svojih lunarnih aspekata, a čisto solarni gregorijanski kalendar se onda naziva "Yang kalendar" (阳历, yánglì). Kineski kalendar je također nazivan "stari kalendar" (jìulì), nakon što je usvojen gregorijanski kao "novi kalendar" (xīnlì). Na kraju, kalendar je nazivan "Xia /Šja/ kalendar" po dinastiji Xia po navodu da je u to vrijeme godina počinjala drugim mladim mjesecom poslije zimske kratkodnevice.

## Kalendarska pravila
Pravila koja ocrtavaju kineski kalendar od 104. pr. Kr. Obratite pažnju da pravila dozvoljavaju upotrebu bilo srednjih ili realnih kretanja Sunca i Mjeseca, ovisno od povijesnog perioda.
1. Mjeseci su lunarni mjeseci. Ovo znači da je prvi dan svakog mjeseca, koji počinje u ponoć, dan astronomskog mladog mjeseca (mladine) ili konjukcije. (ali uzmite u obzir da "dan" u kineskom kalendaru počinje u 23 sata a ne u ponoć)
2. Svaka godina ima 12 redovnih mjeseci, koji se nabrajaju po redu (1 do 12) i imaju alternativna imena. Svaka druga ili treća godina ima interkalirani mjesec (閏月 rùnyuè), koji može pasti poslije bilo kojeg redovnog mjeseca. Ima isti broj kao i taj prethodni mjesec, ali je označen kao interkalirani.
3. Svaki drugi jiéqì (solarni termin ili period) kineske solarne godine je ekvivalentan ulasku Sunca u neki od znakova tropskog zodijaka (glavni termin ili vrh znaka tj. početna točka znaka).
4. Sunce uvijek prolazi zimski solsticij, tj. kratkodnevicu, (ulazi u znak Jarca) tijekom 11. mjeseca.
5. Ako ima 12 mjeseci između dva nastupanja 11. mjeseca, bar jedan od ovih 12 mjeseci mora biti mjesec tijekom kojeg Sunce ostaje neprekidno u istom zodijačkom znaku (u njemu se ne događaju glavni termin ili vrh znaka). Ako se javlja samo jedan takav mjesec, on je označen kao umetnuti, ali ako se javljaju dva takva mjeseca, samo je prvi tako označen.
6. Vremena astronomskih mladina i ulaska Sunca u zodijački znak u Kineskoj vremenskoj zoni (UTC+8) određuje opservatorija na Purpurnoj planini (紫金山天文台 Zǐjīnshān Tiānwéntái) kod Nankinga korištenjem modernih astronomskih proračuna. Kineski Amerikanci također koriste ovaj Nankinški kalendar, umjesto definiranja nekog lokalnog. Zato za njih mlad Mjesec može biti posljednjeg dana prethodnog mjeseca po njihovom lokalnom vremenu u SAD. Pored toga, oni definiraju granice dana prema lokalnoj zoni u SAD, čime se ne sljedi pravilo 1.

Zodijački znak u koji Sunce ulazi tijekom mjeseca i ekliptička longituda ulazne točke obično određuju redni broj redovnog mjeseca. Mjesec 1, zhēngyuè, doslovno znači "glavni mjesec". Svi drugi mjeseci su doslovno numerirani, "drugi mjesec", "treći", "četvrti" itd.
| #  | Kinesko ime      | Long. | Zodijački znak |
| -- | ---------------- | ----- | -------------- |
| 11 | 十一月 shíyīyuè  | 270°  | Jarac          |
| 12 | 十二月 shí'èryuè | 300°  | Vodenjak       |
| 1  | 正月 zhēngyuè    | 330°  | Ribe           |
| 2  | 二月 èryuè       | 0°    | Ovan           |
| 3  | 三月 sānyuè      | 30°   | Bik            |
| 4  | 四月 sìyuè       | 60°   | Blizanci       |
| 5  | 五月 wǔyuè       | 90°   | Rak            |
| 6  | 六月 liùyuè      | 120°  | Lav            |
| 7  | 七月 qīyuè       | 150°  | Djevica        |
| 8  | 八月 bāyuè       | 180°  | Vaga           |
| 9  | 九月 jiǔyuè      | 210°  | Škorpion       |
| 10 | 十月 shíyuè      | 240°  | Strijelac      |

Postoje izuzeci koji sprečavaju da Kineska nova godina bude uvijek na drugi mlad Mjesec poslije kratkodnevice, ili koji dovode do toga da taj praznik bude poslije solarnog termina "Kišna voda" (ili "prolećne kiše"). Izuzetak će se dogoditi 2033-34, kada kratkodnevica bude drugi solarni termin u 11. mjesecu. Sljedeći mjesec je bez ulazaka, čime postaje umetnuti; sljedi 12. mesec koji sadrži solarne termine i Vodenjaka i Riba ("velika studen" i "kišna voda"). Tako ta godina Tigra počinje na treću mladinu od kratkodnevice i poslije jieqi-a Ribe, 19. veljače. Drugi izuzetak je bio 1984-85, nakon što je Sunce tijekom 11. mjeseca ušlo i u Jarca na 270° i Vodenjak na 300°, pa u sjledećem mjesecu ušlo u Ribe na 330°, što bi trebalo dovesti da to bude 1. mjesec. U sljedećem mjesecu nije ušlo ni u jedan znak. Kako bi se zimski solsticij zadržao u 11. mjesecu, nesuđeni 1. mjesec je postao 12. mjesec, a mjesec poslije njega je postao 1. mjesec, zbog čega je Kineska nova godina bila 20. veljače 1985. nakon što je Sunce već ušlo u Ribe tijekom prethodnog mjeseca, umjesto tijekom mjeseca koji je počeo tim danom. 
Kada se dogodi mjesec s dva ulaska, to je uvijek negdje između dva mjeseca bez ijednog ulaska (bezulazni mjeseci). Obično je sam, ili uključuje kratkodnevicu ili je u njenoj blizini, čime je ona u 11. mjesecu (pravilo 4) i kada se bira koji od dva bezulazna mjeseca postaje interkalirani mjesec. U 1984-85. mjesec pred dvoulazni 11. mjesec je bio bezulazni mjesec označen kao umetnuti 10. mjesec. Svi mjeseci od dvoulaznog do bezulaznog mjeseca koji neće biti interkalirani (umetnuti) su po redu pobrojani sa susednim redovnim mjesecima (pravilo 2). Što se tiče zadnjeg iskaza u pravilu 5, odabiranja prvog od dva bezulazna mjeseca između dva 11. mjeseca, to nije bilo potrebno od posljednje kalendarske reforme i neće biti do slučaja 2033-34., kada će se dva dvoulazna mjeseca nalaziti izmešana među tri bezulazna mjeseca, od kojih će dva biti s jedne strane mjeseca 11. Proizvedeni prestupni 11. mjesec je vrlo rijedak slučaj (detalji na engleskom).
Ovakvi izuzeci su rijetki. Punih 96,6 % svih mjeseci sadrže samo jedan ulazak u zodijački znak (tj. imaju jedan glavni termin ili vrh znaka) i povinuju se pravilu numeriranja iz tablica solarnih termina, 3,0 % svih mjeseci su interkalarni mjeseci (uvijek bezulazni mjeseci između glavnih termina ili vrhova znakova). Svega 0,4 % svih mjeseci su ili dvoulazni mjeseci (imaju dva glavna termina ili vrha) ili su susjedni mjeseci koji se renumeriraju.
Takva situacija je nastala tek poslije reforme iz 1645. Tada je postalo neophodno da se jedan od mjeseci fiksira tako da uvijek sadrži svoj glavni termin i dozvoli bilo kom drugom da povremeno ne sadrži svoj glavni termin. Za taj jedan mjesec je izabran 11. mjesec, zato što njegov glavni termin (zimski solsticij) čini početak Kineske solarne godine ("sui").
Kineski lunarni kalendar i gregorijanski kalendar se često sinkroniziraju svakih 19 godina (Metonski ciklus). Većina Kineza primjećuje da njihovi kineski i zapadni rođendani često padaju na isti dan prigodom 19, 38. itd. rođendana. Ipak, 19-godišnji ciklus je samo aproksimacija, tako da će obrazac poslije nekog umnoška od 19 godina prijeći na neki drugi 19-godišnji ciklus. 
Kineski zodijak (Dvanaest životinja) se koristi samo u imenovanju godina—ne koristi se u računanju kalendara. Zapravo, Kinezi imaju prilično drugačiji sistem sazviježđa.

## Mjeseci
Dvanaest mjeseci je blisko povezano s poljoprivredom, pa mogu biti alternativno nazvani po biljkama - evo jednog načina imenovanja, na latinskom.   Arhivirana inačica izvorne stranice od 3. studenoga 2011. (Wayback Machine):
| Br. | Ime                                | Objašnjenje                      | Početak u 2011./12. |
| --- | ---------------------------------- | -------------------------------- | ------------------- |
| 1   | Primens (prvi mjesec)              | 正月: primus mensi.              | 3.2.                |
| 2   | Apricomens (mjesec marelica)       | 杏月: pupoljci marelice.         | 5.3.                |
| 3   | Peacimens (mjesec breskvi)         | 桃月: pupoljci breskve.          | 3.4.                |
| 4   | Plumens (mjesec šljiva)            | 梅月: mei zri.                   | 3.5.                |
| 5   | Guavamens (mjesec guava)           | 榴月: pupoljci šipka.            | 2.6.                |
| 6   | Lotumens (mjesec lotosa)           | 荷月: pupoljci lotosa (nelumbo). | 1.7.                |
| 7   | Orchimens (mjesec orhideja)        | 蘭月: pupoljci orhideja.         | 31.7.               |
| 8   | Osmanthumens (mjesec osmanthus-a)  | 桂月: pupoljci osmanthusa.       | 29.8.               |
| 9   | Chrysanthemens (mjesec krizantema) | 菊月: pupoljci krizantema.       | 27.9.               |
| 10  | Benimens (dobar mjesec)            | 良月: dobar mjesec.              | 27.10.              |
| 11  | Hiemens (zimski mjesec)            | 冬月: zimski mjesec              | 25.11.              |
| 12  | Ultimens (posljednji mjesec)       | 臘月: posljednji mjesec          | 25.12.              |

## Oznake godina

### Vladarske godine
Tradicionalne kineske godine nisu bile kontinualno brojane, kako je slučaj kod nas s "našom erom". Službeno brojenje godina je češće koristilo neki oblik vladarske godine. Ovaj sistem je započeo 841. pr. Kr. tijekom dinastije Chou. Prije ovoga, godine uopće nisu bile označavane, pa se povijesni događaji ne mogu precizno datirati. Onda je navedene godine kralj Li od Čoua (周厲王胡) zbačen ustankom (國人暴動), nakon čega je sljedećih 14 godina zemljom vladalo veće viših ministara, period je poznat kao Namjesništvo. U ovom periodu, godine su označavane kao Prva, druga, treća... godina Namjesništva. Kasnije su godine bile označavane kao vladarske godine, npr. 825. pr. Kr. je bila označena kao 3. godina kralja Sjuena od Čoua (Xuan od Zhou-a, 周宣王三年). Ovaj sistem je korišten do rane dinastije Han kada je car Ven (Wen 漢文帝劉恒, 180-157. pr. Kr.) uveo vladarska imena (nian hao). Nakon ovoga, većina careva je koristila jedno ili više vladarskih imena da označe svoju vladavinu. Obično bi car uveo novo ime po dolasku na prestolje, a zatim uzimao nova imena da označi značajne događaje ili da prekine zlu sreću. Ali za vrijeme dinastije Ming (1368. – 1644.) carevi su obično imali samo jedno vladarsko ime tijekom vladavine. Za vrijeme naredne dinastije Ćing to je postalo pravilo. Ovaj sistem se nastavio do uvođenja republike, koja je brojila Godine Republike, počevši od 1912. To znači da je 1912. bila 1. Godina Republike, a 1949. je bila 38. Te godine je proglašena Narodna Republika Kina koja je odabrala sistem Naše Ere, u skladu s međunarodnim standardima. Stari sistem se još koristi na Tajvanu kojima je godina 2007. ekvivalentna 96. Godini Republike.

### Ciklus Stablo-Grana
Drugi sistem kojim su se tijekom povijesti u Kini označavale godine je stablo-grana ili seksagenarni ciklus. Ovaj sistem počiva na dva oblika brojanja: ciklus od 10 Nebeskih Stabala i ciklus od 12 Zemaljskih Grana. Svaka godina je imenovana parom od jednog stabla i jedne grane koji se zove Stablo-Grana (干支 gānzhī). Nebeska Stabla su povezana s Yin Yang-om i Pet elemenata. Tekući 10-godišnji period je počeo 2004. a prije toga 1994., 1984. itd. Zemaljske Grane su povezane s dvanaest znakova Zodijaka. Svaka Zemaljska Grana je također povezana sa životinjom, poznatim kao Dvanaest životinja. Jedan 12-godišnji ciklus počinje 2008., a prije toga 1996., 1984. itd. Pošto 10 Nebeskih Stabala i 12 Zemaljskih grana imaju zajednički djelitelj 2, događa se samo polovina od mogućih 120 kombinacija stablo-grana (odn. Jin i Jang se ne spominju u oznaci godine?). Tako nastaje 60-godišnji (seksagesimalni) ciklus koji se naziva jiǎzǐ (甲子) po prvoj godini u ciklusu: Nebesko Stablo "jiǎ" i Zemaljska Grana "zǐ". Pojam "jiǎzǐ" se figurativno koristi u značenju "punog životnog stoljeća"—onaj koji je živio duže od jedno đacea je očigledno blagoslovljen. 
U početku su se ovim sistemom označavali dani a ne godine. Prvi dokaz za ovo je nađen na proročišnim kostima iz 14. stoljeće pr. Kr. (dinastija Šang). Ovaj sistem označavanja datuma se i danas koristi i može se naći u današnjim kineskim kalendarima. Iako se sistem stablo-grana ne može upotrebiti da bi se utvrdio konkretan dan povijesnih događaja, može pomoći u točnijem pretvaranju kineskih datuma u druge kalendare. Od vremena dinastije Han, ciklus se koristi i za označavanje godina. Ovaj 60-godišnji ciklus neprekidno kruži i određuje životinju ili znak pod kojim je osoba rođena (vidjeti Kineski zodijak). Ovi ciklusi nisu bili imenovani i koristiti su zajedno s vladarskim imenima koje je imperator proglašavao. Npr. 康熙壬寅 (Kāngxī rényín) (1662.) je prva godina 壬寅 (rényín) tijekom vladavine Kāngxī imperatora, što je bilo vladarsko ime jednog od careva iz dinastije Qing. 
Mjeseci i sati se takođerr mogu označavati Nebeskim Stablima i Zemaljskim Granama, iako se to uglavnom čini kineskim brojevima. U kineskoj astrologiji, četiri para Stablo-Grana (za godinu, mjesec, dan i sat) čine Osam Znakova (八字 bāzì).

### Neprekidno brojane godine
Ne postoji univerzalno prihvaćena epoha (početna točka kineskog kalendara). Po tradiciji, kalendar je izmislio legendarni vladar Huang Di (黄帝) u 61. godini vladavine, što bi odgovaralo 2637. pr. Kr. proleptičkog gregorijanskog kalendara. Ovu godinu su mnogi koristili kao prvu godinu prvog 60-godišnjeg ciklusa kineskog kalendara, ali neki drugi su kao takvu smatrali prvu godinu njegove vladavine, 2697. pr. Kr. Pošto dvije točke razdvaja točno 60 godina, nije važno koja se koristi za utvrđivanje redosljeda stablo/grana ili astrološkog znaka u bilo kojoj sljedećoj godini. To znači da je 2008. godina, godina wùzǐ (Zemlje Štakora) bez obzira da li brojimo godine od 2637. ili 2697. pr. Kr. Usprkos tradicionalnoj identifikaciji 2637. pr. Kr. kao epohe kalendara većina danas daje prednost 2697. pr. Kr. Uvođenje kontinualnog brojanja u kineski kalendar je uglavnom bilo od interesa Jezuitima i drugim zapadnjacima koji su navikli da kalendar bude neprekidan. 
Ali, početkom 20. stoljeća i neki kineski republikanci su počeli da zastupaju široku upotrebu kontinualno numeriranih stablo-grana ciklusa, kako bi oznake godina bile nezavisne od carevog vladarskog imena (što je bilo dio njihovih napora da delegitimiziraju dinastiju Ćing). Zato je Sun Yat-sen identificirao 2698. pr. Kr. kao početak kineskog kalendara, ovaj izbor su prihvatili mnogi prekomorski Kinezi van jugoistočne Azije poput Kineske četvrti u San Franciscu. Ipak, ovo je bila greška iz sljedećeg razloga: ako je godina koja je počela 1984. bila jiazi (甲子 Drvo Štakora), onda bi godine 2637. pr. Kr., koja je 77×60=4620 i 2697. pr. Kr., koja je 78×60=4680 godina prije 1984, bile također godine jiazi, ali ne i 2698. pr. Kr. pa je ne treba uzeti kao epohu. Greška je vjerojatno potekla iz previda činjenice da u našoj eri nema 0. godine. Ipak, neka referentna dijela na engleskom, poput Encyclopedia Britannica Almanac 2006 prihvataju 2698. pr. Kr. kao epohu. 
Ako bi smo uzeli 2637.pr. Kr. kao epohu, 2008. je 4645. godina. Uz epohu 2697. pr. Kr., 2008. je 4705. godina. Ipak, moderni Kinezi identificiraju godine samo po Našoj Eri, pa se 2008. neće nazivati ni 4645-tom ni 4705-tom.

### Korespondencija između sistema
U tablici su prikazana imena godina po stablo/grana sistemu i kojim to zapadnim (gregorijanskim) godinama odgovara. Godine su dio 79. seksagenarnog ciklusa (odn. 78. ako prihvatite kasniju epohu).
| Jiǎzǐ (甲子) redosljed | Stablo/ grana | Gānzhī (干支)   | Godina... [Prim. 1] | Kontinualno [Prim. 2] | Gregorijanski [Prim. 3] | Dan Nove godine (chūnjié, 春節) |
| ---------------------- | ------------- | --------------- | ------------------- | --------------------- | ----------------------- | ------------------------------- |
| 15                     | 5/3           | wùyín (戊寅)    | Zemlja Tigar        | 4695                  | 1998                    | 28. siječnja                    |
| 16                     | 6/4           | jǐmăo (己卯)    | Zemlja Zec          | 4696                  | 1999                    | 16. veljače                     |
| 17                     | 7/5           | gēngchén (庚辰) | Metal Zmaj          | 4697                  | 2000                    | 5. veljače                      |
| 18                     | 8/6           | xīnsì (辛巳)    | Metal Zmija         | 4698                  | 2001                    | 24. veljače                     |
| 19                     | 9/7           | rénwǔ (壬午)    | Voda Konj           | 4699                  | 2002                    | 12. veljače                     |
| 20                     | 10/8          | guǐwèi (癸未)   | Voda Ovca           | 4700                  | 2003                    | 1. veljače                      |
| 21                     | 1/9           | jiǎshēn (甲申)  | Drvo Majmun         | 4701                  | 2004                    | 22. siječnja                    |
| 22                     | 2/10          | yǐyǒu (乙酉)    | Drvo Pijetao        | 4702                  | 2005                    | 9. veljače                      |
| 23                     | 3/11          | bǐngxū (丙戌)   | Vatra Pas           | 4703                  | 2006                    | 29. siječnja                    |
| 24                     | 4/12          | dīnghài (丁亥)  | Vatra Svinja        | 4704                  | 2007                    | 18. veljače                     |
| 25                     | 5/1           | wùzǐ (戊子)     | Zemlja Štakor       | 4705                  | 2008                    | 7. veljače                      |
| 26                     | 6/2           | jǐchǒu (己丑)   | Zemlja Vol          | 4706                  | 2009                    | 26. siječnja                    |
| 27                     | 7/3           | gēngyín (庚寅)  | Metal Tigar         | 4707                  | 2010                    | 14. veljače                     |
| 28                     | 8/4           | xīnmăo (辛卯)   | Metal Zec           | 4708                  | 2011                    | 3. veljače                      |

- Primjedba 1: Početak svake zodijačke godine bi trebao odgovarati prvom danu lunarne godine.

- Primjedba 2: Kako je iznad rečeno, značajne su teškoće u ustanovljenju osnove za kontinualnu kronologiju. Ovdje navedeni brojevi su previsoki za 60 ako se prihvati epoha 2637. pr. Kr. odn. preniski za 1 ako se uzme epoha 2698.  pr. Kr. To znači da bi 2008. mogla biti i 4645. ili možda 4706.

- Primjedba 3: U svakom slučaju, korespondencija između lunisolarne kineske i solarne gregorijanske godine ne može biti potpuna, jer im se Nove godine razlikuju. Prvi mjesec, ili mjesec i po, gregorijanske godine, pre Kineske Nove godine, pripadaju prethodnoj kineskoj godini. Tako bi bilo preciznije reći da 2008. odgovara 4704-05. kineskoj, odnosno da 4705. kineska odgovara 2008-09.

### Odnos solarne i lunarne godine
Pošto je kineski kalendar lunisolaran, postoji razlika između lunarne i solarne godine. Lunarna godina (年
nián) traje od jedne Kineske nove godine do sljedeće. Za solarnu godinu (歲 suì) se može smatrati period između jedne proljetne ravnodnevice i druge, ili period između dvije kratkodnevice (zimska solsticija). Za datume se isključivo koristi lunarna godina, dok se solarna godina, naročito ona između kratkodnevica, koristi za brojenje mjeseci.

## Sati dana
Po tradicionalnom sistemu označavanja sati, svaki dan je podjeljen na 12 jedinica (時辰). Svaka ova jedinica odgovara dvama satima našeg uobičajenog vremena. Svaka je nazvana po jednoj od 12 Zemaljskih Grana. Prvi jedinica, Sat Zi (子時), počinje u 23:00 sata prethodnog dana i završava se u 01:00. Pogubljenja osuđenih su se tradicionalno odigravali na pola Sata Wu (正午時), tj. u podne.
Drugi sistem je dijelio dan u 100 jednakih dijelova, Ke-ova; svaki je trajao 14 minuta i 24 sekunde (14,4 minuta), što je blizu "četvrti" ili "kvaratu" zapadnjačkog sata. Ovo je bilo na snazi stoljećima, što znači da su Kinezi prvi primijenili decimalno vrijeme - mnogo prije pokušaja tijekom Francuske revolucije. Ali, pošto 100 nije dieljiv s 12 "sati", broj ke-ova je bio mijenjan u 96, 108 ili 120 ke-ova u danu. Tijekom dinastije Ćing, broj je službeno utvrđen na 96, što znači da je svaki ke trajao točno četvrt zapadnog sata. I danas se ke često koristi sa značenjem "četvrt sata".

## Kineski zodijak
Dvanaest životinja (十二生肖 shí'èr shēngxiào, ili kolokvijalno 十二屬相 shí'èr shǔxiàng), koje predstavljaju dvanaest Zemaljskih Grana, su po redu: štakor (ili miš), vol), tigar, zec, zmaj, zmija, konj, ovca (ili koza), majmun, pijetao, pas, svinja (ili vepar). 
Jedna legenda opisuje ovaj redosljed. Navodno, dvanaest životinja se sporilo oko toga tko će imati prednost u ciklusu godina, pa su kineski bogovi odlučili da se to riješi natjecanjem. Sve životinje su se poredale na obali rijeke koju je trebalo da preplivaju, tako da će poredak u kalendaru biti određen redosljedom kojim budu stizali na drugu obalu. Mačak se pitao kako će preći, kad se plaši vode, a vol se brinuo zbog slabog vida. Lukavi štakor je predložio da on i mačak skoče na volova leđa i navode ga preko. Vol je bio uporan i vrijedan tako da nije primetio komešanje na svojim leđima. Naime, štakor se mačku, koji ništa nije slutio, prišunjao iza leđa i bacio ga u vodu. Baš kad je vol stigao do obale, štakor je odskočio i tako završio utrku prvi. Lijena svinja je stigla dvanaesta. Tako je prva godina nazvana po štakoru, druga po volu, a svinja je dobila posljednju godinu. Mačak je stigao prekasno da dobije ijednu godinu (u vijetnamskoj varijanti kalendara mačka ipak ima godinu, umjesto zeca) i zakleo se da će dovijeka biti neprijatelj štakora (miševa).

## Solarni termin
Kineski mjeseci sljede Mjesečeve mjene. Zbog toga oni ne sljede točno godišnja doba. Kako bi se farmerima pomoglo u odluci kada da siju ili žanju usjeve, sastavljači kalendara su ubacili 24 sezonska markera, koji sljede sunčevu godinu i nazivaju se jiéqì 節氣   Arhivirana inačica izvorne stranice od 18. siječnja 2008. (Wayback Machine). Reč Jiéqì doslovno znači "Čvor vremena", u meteorološkom smislu i može se prevesti kao "Solarni termin". Svaki čvor je trenutak kada Sunce dostigne jednu od 24 podjednako raspoređene točke duž ekliptike, uključujući solsticije i ekvinokse, postavljene u intervalima od 15°. Pošto su oni solarnog podrijetla, ovi jiéqì-ji padaju na približno isti datum po gregorijanskom kalendaru, ali u kineskom kalendaru ne prave neki razvidan obrazac. U tablici su dati približni datumi, koji se mogu razlikovati za jedan dan od godine do godine, ovisno od utjecaja prestupnih godina u gregorijanskom kalendaru  Jiéqì se objavljuju svake godine u farmerskim almanasima. Kineska nova godina je obično mladina najbliža jiéqì-ju lìchūn ("početak proljeća", oko 4. veljače). U tablici su ove mjere date po standardnoj astronomskoj konvenciji ekliptičke longitude, nula stupnjeva je točka proljetne ravnodnevice. "Termin" može označavati period ili granicu, ovo drugo u slučaju da označava "glavni termin", ulazak u zodijački znak. 
Kod nas se smatra da kalendarsko godišnje doba počinje solsticijem ili ekvinoksom, npr. proljeće oko 21. ožujka, ali Kinezi smatraju da su te točke središta goddišnjih doba, pa bi početak proljeća bio spomenut 4. veljače. Tako termin "početak proljeća" i bliski Proljetni festival padaju u veljači, kada je još hladno u umjerenim širinama sjeverne hemisfere.
| Ekliptička long. | Kinesko ime                 | Gregorijanski datum (pribl.) | Uobičajeni Prijevod                  | Primjedbe                                           |
| ---------------- | --------------------------- | ---------------------------- | ------------------------------------ | --------------------------------------------------- |
| 315°             | 立春 lìchūn                 | 4. veljače                   | početak proljeća                     | ...prema kineskoj definiciji godišnjeg doba         |
| 330°             | 雨水 yǔshuǐ                 | 19. veljače                  | kišna voda (ili proljetni pljuskovi) | toplije je, pa će prije padati kiša nego snijeg     |
| 345°             | 啓蟄 qǐzhé (驚蟄 jīngzhé)   | 5. ožujka                    | buđenje insekata                     | ...koji su hibernirali                              |
| 0°               | 春分 chūnfēn                | 21. ožujka                   | proljećna ravnodnevica               | dosl. razdjelnica proljeća (po kineskoj definiciji) |
| 15°              | 清明 qīngmíng               | 5. travnja                   | vedro i svjetlo                      | festival kada se obilaze grobovi predaka            |
| 30°              | 穀雨 gǔyǔ or gǔyù           | 20. travnja                  | žitne kiše                           | kiše pomažu žitu da raste                           |
| 45°              | 立夏 lìxià                  | 6. svibnja                   | početak ljeta                        | ...po kineskoj definiciji god. doba                 |
| 60°              | 小滿 xiǎomǎn                | 21. svibnja                  | puno zrno                            | žitno zrno se formira                               |
| 75°              | 芒種 mángzhòng or mángzhǒng | 6. lipnja                    | žito u klasu                         | dosl.: ("brada" na klasu)                           |
| 90°              | 夏至 xiàzhì                 | 21. lipnja                   | ljetnja dugodnevica                  | dosl. vrhunac ljeta (tj. Sunčeve visine)            |
| 105°             | 小暑 xiǎoshǔ                | 7. srpnja                    | mala vrućina                         | vrućina postaje neizdržljiva                        |
| 120°             | 大暑 dàshǔ                  | 23. srpnja                   | velika vrućina                       | najtoplije doba godine                              |
| 135°             | 立秋 lìqiū                  | 7. kolovoza                  | početak jeseni                       | ...po kineskoj definiciji                           |
| 150°             | 處暑 chùshǔ                 | 23. kolovoza                 | granica vrućine                      | dosl. ostati u vrućini                              |
| 165°             | 白露 báilù                  | 8. rujna                     | bijela rosa                          | rosa počinje da bijeli; znak jeseni                 |
| 180°             | 秋分 qiūfēn                 | 23. rujna                    | jesenja ravnodnevica                 | dosl. razdjelnica jeseni (po kineskoj definiciji)   |
| 195°             | 寒露 hánlù                  | 8. listopada                 | hladna rosa                          | rosa počinje da mrzne                               |
| 210°             | 霜降 shuāngjiàng            | 23. listopada                | spuštanje mraza                      | pojava mraza i spuštanje temperature                |
| 225°             | 立冬 lìdōng                 | 7. studenog                  | početak zime                         | ...po kineskoj definiciji                           |
| 240°             | 小雪 xiǎoxuě                | 22. studenog                 | mali snijeg                          | počinje snježiti                                    |
| 255°             | 大雪 dàxuě                  | 7. prosinca                  | veliki snijeg                        | sezona mećava u punom zamahu                        |
| 270°             | 冬至 dōngzhì                | 22. prosinca                 | zimska kratkodnevica                 | dosl. vrhunac zime (Sunce je najniže)               |
| 285°             | 小寒 xiǎohán                | 6. siječnja                  | mala studen                          | hladnoća postaje neizdržljiva                       |
| 300°             | 大寒 dàhán                  | 20. siječnja                 | velika studen                        | najhladnije doba godine                             |